# Extreme Ways
«Extreme Ways» (en español: «Caminos Extremos») es una canción del artista de música electrónica Moby. Lanzado el 19 de julio de 2002, fue el segundo sencillo de su álbum de estudio 18. También se incluyó en el «disco uno» del lanzamiento estadounidense de «Go: The Very Best of Moby».
«Extreme Ways» se incluye como tema de los créditos finales de la saga de películas de Jason Bourne: «El caso Bourne» y «El mito de Bourne». Para la tercera película, «El ultimátum de Bourne», se grabó una nueva versión de la canción titulada «Extreme Ways (Bourne's Ultimatum)». Ésta, se incluyó en el 2007 (31 de julio) en la banda sonora de dicho filme y más tarde, el 17 de septiembre, se lanzó un sencillo en CD.
Para el cuarto film de la saga, «El legado de Bourne», se grabó una nueva versión del tema clásico, grabado en los estudios de Sony Pictures se estrenó el 31 de julio de 2012.
Moby grabó una nueva versión de la canción, «Extreme Ways (Jason Bourne)», para la quinta película de la serie, Jason Bourne, y fue lanzado en la banda sonora de esa película el 29 de julio de 2016.

## Vídeo musical
A principios de 2003 se realizó un vídeo de la canción, el cual está incluido en el álbum de Moby: «18 B Sides + DVD» y en el DVD «Bourne Identity "Explosive Extended Edition"».